# Rose Avril
Ne doit pas être confondu avec Jane Avril.
Pour les articles homonymes, voir Avril (homonymie).
Rose Avril, née Henriette Michèle Louise Desvaud le 22 janvier 1920 à Limoges et morte le 14 mai 1973 à Nice, est une chanteuse et actrice française.
Elle a brièvement utilisé le nom de scène Jane Avril au début de sa carrière.

## Biographie
Henriette Michèle Louise Desvaud naît en 1920 à Limoges, fille de Jean Édouard Desvaud et Léonie Clémence Valéry. Successivement dactylographe à la SNCF, puis mécanographe dans une fabrique de caoutchouc, elle commence à chanter à l'occasion d'un concours amateur radiophonique organisé par la marque d'apéritif Byrrh. Elle obtient le premier prix avec la chanson Partir un jour, sous le pseudonyme de Jane Avril, ignorant qu'il est déjà porté par une célèbre danseuse de french cancan, toujours vivante à l'époque. La vraie Jane Avril, l'entendant chanter à la radio, fait savoir qu'elle lui demande de changer de prénom et lui suggère gentiment le prénom Rose. La jeune chanteuse devient ainsi Rose Avril.  
Rose Avril se produit pour la première fois en 1937, au Petit Casino, puis chante notamment sur les scènes de L'Européen, de Bobino, des Folies-Belleville, et participe à de nombreuses émissions radiophoniques. Elle 1939, elle est candidate au titre de Miss Paris.  
Pendant la guerre, elle travaille comme vendeuse dans la chemiserie Yosa, 29 rue Marbeuf, tenue par Sacha Masseyeff, un ancien directeur artistique d'origine russe qu'elle épouse en février 1944,,.  
Sa carrière marque le pas après la Libération. Elle joue toutefois à Bobino et à l'ABC, ainsi qu'au Concert Pacra vers 1952, où elle a pour première partie Charles Aznavour, alors débutant.
Un dernier 45 tours en 1958, à l'aube des années yéyés, marque la fin de sa carrière.
Elle s'occupe un temps d'un cabaret en Corse, avant de s'installer à Nice où elle décède à l'âge de 53 ans, à la clinique Pasteur.

## Discographie
- Rose Avril, ses plus grands succès, enregistrements de 1940 à 1946, CD, M.C. Productions
- Rose Avril, Laisse-moi croire au bonheur, orchestre Johny Uvergolts, disque 78 tours Pathé PA, le 30 novembre 1943, 2202.
- Rose Avril, Succès et raretés (collection 78 tours et puis s'en vont...), 24 titres, 2016 Marianne Melodie
- Rose Avril, Thumbalala Bay (feat. Claude Vasori et son orchestre), 1958, 4 titres, 2014, Bnf collection
- Rose Avril, Pecadora (feat. orchestre Jean Yatove [Mono version], 1957, 4 titres, 2014, Bnf collection

## Filmographie
- 1936 : Trois Jours de perm'  de Maurice Kéroul et Georges Monca
- 1944 : Der Mann, dem man den Namen stahl de Wolfgang Staudte : Une chanteuse (dans la version française)
- 1947 : L'Éventail de Emil-Edwin Reinert : Vocal
- 1955 : Boulevard du crime de René Gaveau : La chanteuse
- 1957 : Ce sacré Amédée de Louis Félix